# Lavanify
Lavanify miolaka
Genre
Espèce
Lavanify est un genre fossile de mammifères de la famille des Sudamericidae. Ces espèces vivaient au Crétacé supérieur, probablement Maastrichtien, il y a environ 71 à 66 Ma) à Madagascar. Il n'est représenté que par l'espèce Lavanify miolaka, qui est connue par deux dents isolées dont l'une est abîmée. Les dents sont collectées en 1995-1996 et décrites en 1997. L'animal est classé comme membre des Gondwanatheria, un groupe éteint avec des relations phylogénétiques peu claires. Lavanify est le plus étroitement lié au genre indien Bharattherium ; le genre sud-américain Sudamerica et le genre Gondwanatherium lui sont plus éloignés. Les Gondwanatheres ont probablement mangé du matériel végétal dur.

## Présentation
Lavanify a des dents incurvées à haute couronne. L'une des deux dents fait 11,2 mm de haut et montre un sillon profond et une zone en forme de « V » qui se compose de dentine. L'autre dent, endommagée, fait 9,8 mm de haut et présente au moins une cavité profonde (infundibulum). Les caractères partagés par les dents de Lavanify et de Bharattherium incluent la présence d'un infundibulum et d'un sillon ; ils ont tous deux également de grandes bandes continues de matrice (cristaux d'hydroxyapatite dégroupés) entre les prismes (faisceaux de cristaux d'hydroxyapatite) de l'émail et les périkymata en forme de vague à la surface de l'émail.

## Découverte et contexte
Deux dents de Lavanify sont découvertes en 1995-1996 lors d'expéditions conjointes de l'Université d'État de New York, de l'Université de Stony Brook et de l'Université d'Antananarivo dans le nord-ouest de Madagascar, ciblant le Crétacé supérieur(principalement du Maastrichtien, il y a environ 71 à 66 millions d'années). Les deux dents sont trouvées dans des sites différents dans du grès blanc de la formation de Maevarano près du village de Berivotra et sont déposées dans les collections de l'Université d'Antananarivo (spécimen UA 8653) et du Musée Field (spécimen FMNH PM 59520). David W. Krause et son équipe décrivent Lavanify dans un article de 1997 dans la revue Nature. Ce sont les premiers mammifères gondwanathere découverts en dehors de l'Argentine et qui fournissent la preuve que les faunes de mammifères des différents continents du Gondwana (sud) sont similaires les unes aux autres. Le nom générique, Lavanify, signifie longue dent et le nom spécifique, miolaka, signifie « courbe » en malgache ; les deux font référence à la forme des dents.
Les Gondwanatheres sont un petit groupe de mammifères aux affinités phylogénétiques incertaines du Crétacé supérieur à l'Éocène (~56–34 Ma). Ils sont uniquement connus par les dents et quelques mâchoires inférieures. Lors de leur découverte dans les années 1980, on pense initialement que les gondwanatheres sont des xenarthrans - faisant partie du même groupe que les paresseux, les tatous et les fourmiliers - mais les travaux ultérieurs favorisent les affinités avec les multituberculés. Le groupe comprend deux familles. La famille des Ferugliotheriidae, dont les membres ont des dents à couronne basse, se rencontre du Campanien (~84–71 Ma) au Maastrichtien d'Argentine. Tous les autres gondwanatheres, y compris Lavanify, sont placés dans les Sudamericidae, qui ont des dents à couronne haute (hypsodont). Il s'agit notamment du Gondwanatherium du Campanien et du Maastrichtien d'Argentine ; Sudamerica du Paléocène (~66–56 Ma) d'Argentine ; Lavanifier ; au moins une espèce du Maastrichtien de l'Inde ; une espèce sans nom liée à l'Amérique du Sud de l'Éocène de l'Antarctique ; et un possible gondwanathere sans nom, TNM 02067, du Crétacé de Tanzanie. En 2007, des équipes dirigées par GP Wilson et GVR Prasad décrivent cet animal indépendamment comme Dakshina et Bharattherium respectivement ; comme ce dernier nom est publié en premier, c'est le nom correct pour ce genre selon le principe de priorité. Les Gondwanatheres sont interprétés comme se nourrissant de racines, d'écorce et de végétation abrasive ou comme les premiers mammifères herbivores.
Plusieurs autres mammifères sont enregistrés depuis le Crétacé supérieur de Madagascar, principalement sur la base de dents isolées. Un deuxième gondwanathere potentiel est représenté par une dent plus grande et à couronne plus basse que celles de Lavanify. Une molaire inférieure, UA 8699, peut être d'un marsupial ou d'un placentaire et un fragment molaire qui fait référence à Multituberculata. Aucun de ces mammifères n'est apparenté aux mammifères vivants de l'île, dont beaucoup appartiennent à des groupes uniques. La faune contient également des crocodyliformes, des dinosaures et d'autres animaux.

## Description
Lavanify est connu de l'UA complète de la dent de joue 8653 et la dent cassée FMNH PM 59520. Krause et son équipe ne parviennent pas à déterminer si la dent provient de la mâchoire inférieure ou supérieure et s'il s'agit de molaires ou de prémolaires molariformes (ressemblant à des molaires), mais suggèrent qu'elles représentent deux positions dentaires différentes. Cependant, Wilson et son équipe identifient provisoirement en 2007 l'AU 8653 en tant que quatrième (dernier) molariforme inférieur gauche (mf4) ; parce que les molaires et les prémolaires des gondwanatheres ne peuvent pas être distinguées de manière fiable, le terme molariforme est utilisé à la place. FMNH PM 59520 ressemble au fossile de Gondwanatherium MACN Pv-RN 1027, une dent cassée qui peut être une molariforme supérieure. Pour les deux dents de Lavanify, la surface de l'émail présente des périkymata.
UA 8653, l'holotype, est hypsodonte et courbe. Il mesure 11,2 mm de haut, dont 85% pour la couronne dont les dimensions font 3,4 × 3,2 mm. La surface occlusale (à mâcher) est portée à plat et contient un îlot de dentine en forme de « V » entouré d'émail. Un côté de la couronne manque d'émail. Entre les deux bras du « V », du côté lingual (interne) de la dent, se trouve un sillon rempli de cément, qui s'étend tout au long de la dent ; la présence d'un si long sillon le distingue de Gondwanatherium. L'émail est constitué de petits prismes ronds (faisceaux de cristaux d'hydroxyapatite) qui sont séparés par de grandes bandes continues de matrice interprismatique (IPM ; le matériau entre les prismes d'émail).
FMNH PM 59520 fait 9,8 mm de haut et est similaire à bien des égards à UA 8653, mais moins courbé et dont la surface occlusale présente un grand infundibulum (cavité en forme d'entonnoir), rempli de cément et entouré d'émail qui pénètre profondément dans la dent. Les différences de degré de courbure et de morphologie occlusale suggèrent que cette dent représente une position de dent différente de l'UA 8653. Krause et son équipe, en l'absence de preuve du contraire, attribuent cette dent à Lavanify et ce en tenant compte des variations considérables qu'il peut y avoir entre les dents gondwanathere d'une même espèce.

## Relations
Dans leur description originale, Krause et son équipe suggèrent que Lavanify est le plus étroitement lié au Sudamericidae indien alors sans nom. Ils fondent cette proposition sur la présence partagée de bandes importantes et continues d'IPM. Les équipes qui nomment le gondwana indien en 2007 sont toutes deux d'accord avec cette proposition de relation. Dans leur description de Dakshina, Wilson et son équipe ajoutent la présence d'un infundibulum et de perikymata à la preuve de la relation entre les deux. Ces trois caractères sont des synapomorphies (traits dérivés partagés) pour le clade Bharattherium-Lavanify. Ils partagent également la présence de sillons sur le côté lingual des dents uniquement, mais il n'est pas certain qu'il s'agisse d'une caractéristique dérivée. Wilson et son équipe énumèrent deux autapomorphies (traits dérivés uniques) de Lavanify : présence d'un îlot dentinaire en forme de « V » et absence d'émail sur un côté de la couronne. Prasad et son équipe, qui nomment Bharattherium, remarquent l'absence d'émail sur une partie de la couronne d'une dent de Bharattherium et interprètent ce trait comme une synapomorphie de Bharattherium et de Lavanify. Ils mentionnent la présence d'un sillon et d'un infundibulum comme traits communs.

## Classification
Le nom valide complet (avec auteur) de ce taxon est Lavanify Krause (d), Prasad (d), von Koenigswald (d), Sahni (d) & Grine (d), 1997.

### Publication originale
- (en) David W. Krause, Guntupalli V.R. Prasad, Wighart von Koenigswald, Ashok Sahni et Frederick E. Grine, « Cosmopolitanism among Gondwanan Late Cretaceous mammals », Nature, Londres, vol. 390,‎ 4 décembre 1997, p. 504–507 (ISSN 1476-4687) intro en ligne).